# Забродовское водохранилище
Забродовское водохранилище — небольшое русловое водохранилище на реке Мерла (левый приток реки Ворскла). Расположено в Богодуховском районе Харьковской области у сёл Новосёловка, Москаленки и Воскобойники. Водохранилище построено в 1962 году по проекту института «Облпроект» и реконструировано в 1975 по проекту Харьковского экспедиции «Укргипроводхоз». Назначение — орошение, рыборазведение, рекреация. Вид регулирования — сезонное.

## Основные параметры водохранилища
- Нормальный подпорный уровень — 132,5 м;
- Форсированный подпорный уровень — 133,0 м;
- Объём воды — 0,00208 км³;
- Полезный объём — 1 650 000 м³;
- Длина — 2,8 км;
- Средняя ширина — 0,48 км;
- Максимальные ширина — 0,69 км;
- Средняя глубина — 1,5 м;
- Максимальная глубина — 3,5 м.
- Площадь поверхности — 1,35 км².[источник не указан 1661 день]

## Основные гидрологические характеристики
- Площадь водосборного бассейна — 200 км².
- Годовой объём стока 50 % обеспеченности — 8070000 м³.
- Паводковый сток 50 % обеспеченности — 5980000 м³.
- Максимальный расход воды 1 % обеспеченности — 112,8 м³/с.

## Состав гидротехнических сооружений
- Глухая земляная плотина длиной — 701 м, высотой — 5 м, шириной — 11 м. Заделка верхового откоса — 1:2,5, низового откоса — 1:1,5.
- Щитовой водосброс № 1 в виде трьохвичковои трубы из монолитного железобетона, перекрывается плоскими затворами с винтовыми подъёмниками. Сечение труб — 2(2×2,5) м и 1(2,5×2,6) м, длина — 20 м.
- Щитовой водосброс № 2 в виде трьохвичковои железобетонной трубы перекрывается плоскими металлическими затворами с винтовыми подъёмниками. Сечение труб 3(2×2) м, длина — 27 м.
- Рекомендуемые водовыпуск из стальной трубы диаметром 400 мм, оборудован защелкой, расположена в теле плотины в пойменной части.

## Использование водохранилища
Водохранилище было построено для орошения в колхозе «Победа» Богодуховского района. В настоящее время используется для рыборазведения ЧП «Зодиак».